# Orbest Orizonia Airlines
Orbest Orizonia Airlines, S.A. (ursprünglich Iberworld Airlines) war eine spanische Fluggesellschaft mit Sitz in Palma und Basis auf dem Flughafen Palma. Sie war ein Tochterunternehmen des insolventen spanischen Touristikkonzerns Orizonia.

## Geschichte

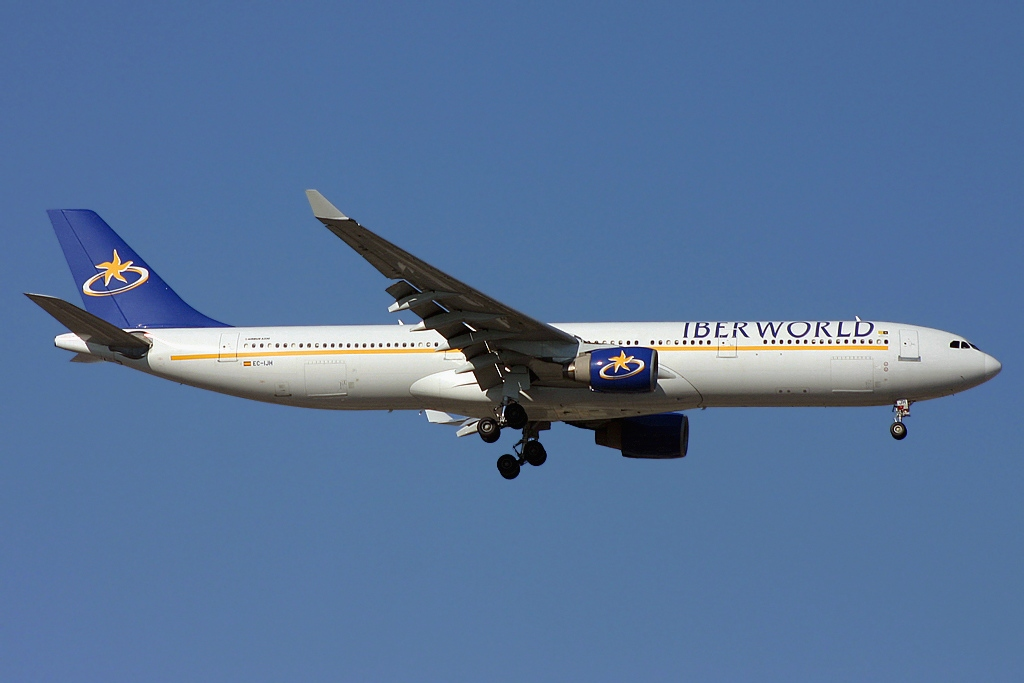
Ein Airbus A330-300 der Iberworld Airlines im Jahr 2007.

### Gründung und erste Jahre als Iberworld
Die Fluggesellschaft wurde unter dem Namen Iberworld Airlines im Jahr 1998 gegründet und nahm am 11. April 1998 mit einer von Classic Airways geleasten Lockheed L-1011 den Betrieb auf. Bereits am darauffolgenden Tag erhielt sie ihren ersten Airbus A320-200, vier weitere A320 folgten bis zum Jahresende und die L-1011 wurde an den Leasinggeber zurückgegeben. Im Februar 1998 stieß ein von Transavia übernommener Airbus A310-300 zur Flotte, im gleichen Jahr erhielt sie zudem ihren fünften A320. Der erste Airbus A330-200 wurde 2001 eingeflottet.

### Neues Konzept als Orbest Orizonia
Zum 1. Mai 2011 wurde Iberworld Airlines in Orbest Orizonia Airlines umbenannt und ein neues Corporate Design eingeführt. Gleichzeitig wurde das Konzept von Charter- auf Linienflüge ausgeweitet.
Am 10. Dezember 2012 wurde der Verkauf der Fluggesellschaft durch Orizonia an die Grupo Globalia, Muttergesellschaft der Air Europa, bekannt gegeben. Orizonia meldete zwischenzeitlich Insolvenz an, die Wettbewerbsbehörden haben einer Übernahme der Orbest Orizonia Airlines durch die Grupo Globalia jedoch bisher nicht abschließend zugestimmt. Seit dem 15. Februar 2013 war daher ein Großteil der Flotte am Boden und zahlreiche Flüge mussten abgesagt werden, die Webseite des Unternehmens wurde abgeschaltet. Anfang März 2013 überstellte Orbest Orizonia ihre verbliebenen Flugzeuge an ihre portugiesische Schwestergesellschaft Orbest und stellte den Betrieb vollständig ein.

## Flotte
Mit Stand Dezember 2012 bestand die Flotte der Orbest Orizonia Airlines aus acht Flugzeugen:
- 6 Airbus A320-200 mit je 180 Sitzplätzen
- 2 Airbus A330-300 mit je 388 Sitzplätzen